# Devgadh Baria
Lo Stato di Devgadh Baria (talvolta indicato solo come Baria) fu uno stato principesco del subcontinente indiano, avente per capitale la città di Devgadh Baria.

## Storia
La famiglia dei principi di Devgadh Baria discende da Rawal Patai, ultimo re chauhan di Champaner che visse nel 1484. Suo figlio Rawal Raisinghji ebbe due figli: il primogenito succedette al principato di Chhota-Udaipur, mentre il più giovane , Raja Dungarsinghji, fondò lo stato di Devgadh Baria attorno al 1524. Nel 1892 il raja di Devgadh Baria ottenne il permesso di mantenere a proprie spese un esercito composto da 250 fanti, 38 cavalieri e 3 cannoni.

## Governanti di Devgadh Baria
I governanti portavano il titolo di raja. Ottennero l'uso del titolo di maharawal dal 1893.
- Raja DUNGARSINHJI I (viv. 1524)
- Raja UDAISINHJI DUNGARSINHJI
- Raja RAYASINHJI UDAISINHJI
- Raja MANSINHJI VIJAYSINHJI (m. 1720)
- Raja PRITHVIRAJJI MANSINHJI (m. 1732)
- Raja RAYADHARJI PRITHVIRAJJI
- Raja GANGADASJI I RAYADHARJI
- Raja GAMBHIRSINHJI GANGADASJI
- Raja DHIRATSINHJI GAMBHIRSINHJI
- Raja JASHWANTSINHJI SAHEBSINHJI (viv. 1803)
- Raja GANGADASJI II JASHWANTSINHJI (m. 1819)
- Raja BHIMSINHJI GANGADASJI (m. 1820)
- Raja PRITHVIRAJJI GANGADASJI (m. 1864)
- Maharawal Shri MANSINHJI II PRITHVIRAJJI (1855-1908)
- Maharawal Sir Shri RANJITSINHJI MANSINHJI (1886-1949)